# 龙门山 (山西)
龙门山，中国山西省的一处山脉。2010年3月—4月的王家岭矿难就发生在这里。

## 地理
龙门山是黄河突然离开广阔崎岖的黄土高原从山的北、西延伸开进入连接相邻的临汾盆地和更西南的关中平原的平原。龙门山因而是黄土高原南缘的一部分。同时，它形成了走向与黄河南向流向平行的吕梁山的西南极点。
龙门山西南的末梢黄河突破的点叫禹门口。三座桥跨越黄河。因那里无论上游或下游都没有邻近的桥，这是从乡宁县和河津市（在山西省）渡河去韩城市（在陕西省）的唯一旱路，故得名乡韩黄河大桥。
龙门山从禹门口沿直趋东北的方向延伸，缓慢向东向另一端弯曲，由青石峪突破进入平原，将龙门山与吕梁山脉的其余部分分离。

## 行政
从行政的角度，龙门山的主要部分是地级市运城市的县级市河津市；只有山的东北端到了临汾地级市的乡宁县。所有这些地方都在山西省内，但陕西省堪堪跨越黄河形成了两省边界直至更远很多的上下游。

## 外部連結
[在维基数据编辑]
 《欽定古今圖書集成·方輿彙編·山川典·龍門山部》，出自陈梦雷《古今圖書集成》